# ويليام كينغ (سياسي أمريكي)
ويليام كينغ (بالإنجليزية: William King)‏ هو سياسي أمريكي، ولد في 9 فبراير 1768 في الولايات المتحدة، وتوفي في 17 يونيو 1852 في باث في الولايات المتحدة. حزبياً، نشط في الحزب الجمهوري الديمقراطي. وقد انتخب عضو مجلس ولاية ماساتشوستس وانتخب عضو مجلس نواب ماساتشوستس (1795 – 1799) وانتخب حاكم مين ‏ (15 مارس 1820 – 28 مايو 1821).